# Linea Keisei Narita Aeroporto
La  Linea Keisei Narita Aeroporto (京成成田空港線?, Keisei Narita-Kūkō-sen) gestita dalle Ferrovie Keisei è una ferrovia a scartamento normale che collega le stazioni di Keisei Takasago a Tokyo con quella dell'Aeroporto Narita, il principale scalo internazionale di Tokyo. Includendo anche il tratto della linea Keisei Principale fra Keisei Takasago e Keisei Ueno, il percorso è chiamato anche Narita Sky Access (成田スカイアクセス?, Narita-sukai-akusesu).

## Progetto

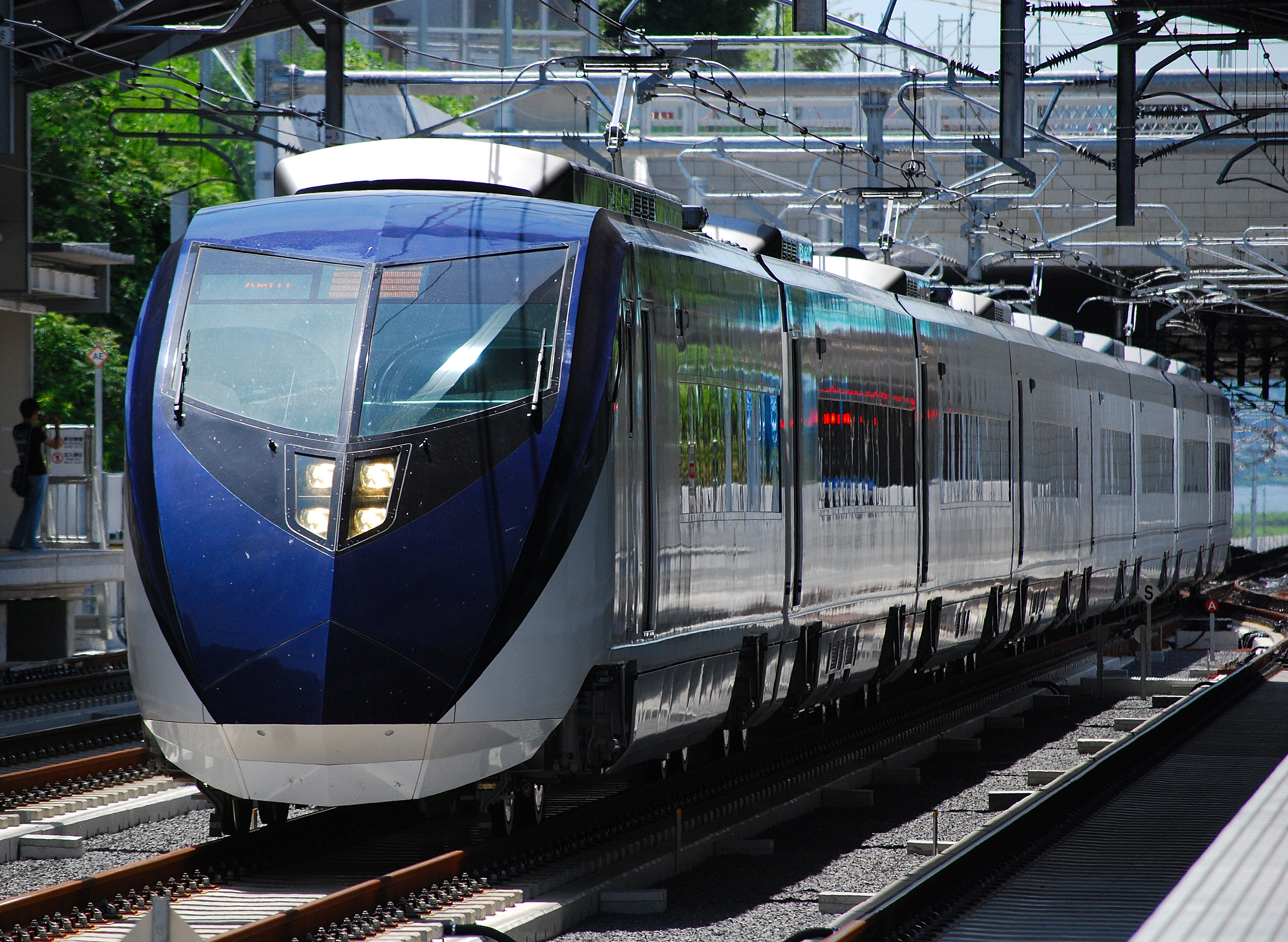
Il treno espresso limitato Skyliner

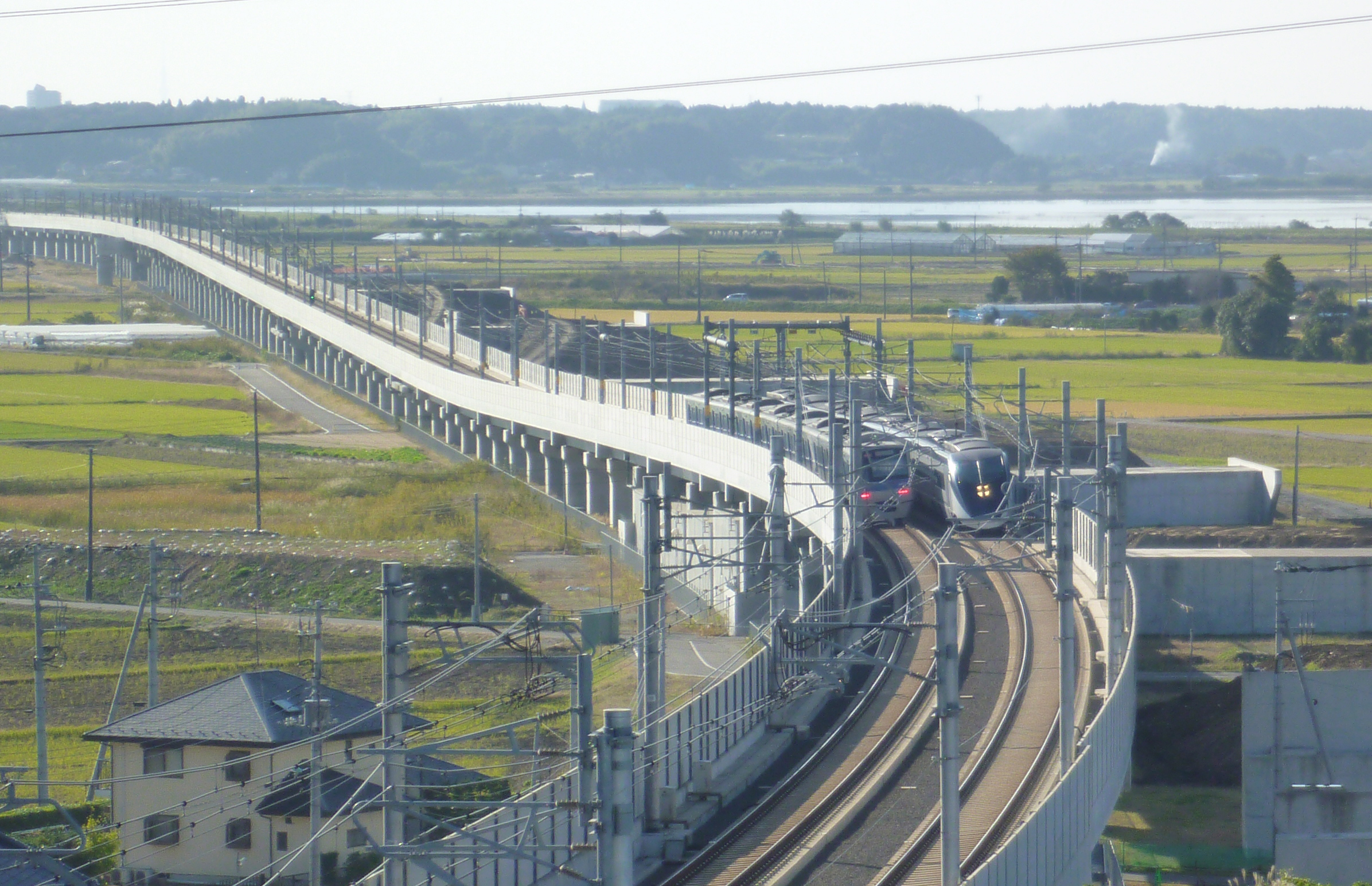
Vista della nuova sezione in viadotto

L'intera linea è operata dalle Ferrovie Keisei, con alcuni tratti gestiti da altre compagnie, come le Ferrovie Hokusō. La nuova linea viene utilizzata dai treni Skyliner, operati con gli elettrotreni della serie AE che, con una velocità di 160 km/h, sono fra i treni giapponesi più veloci, se esclusi gli Shinkansen.
Il progetto ha coinvolto il potenziamento dei 32,3 km della linea Hokusō, nonché la realizzazione di 19,1 km di nuovi binari fino all'Aeroporto di Narita usando parzialmente il percorso inteso per il mai completato Narita Shinkansen. Il costo totale dell'operazione è stato stimato in circa 126 miliardi di yen, ossia circa 1 miliardo di euro.
I treni impiegano anche un tratto della linea principale Keisei fra le stazioni di Keisei Ueno e Keisei Takasago. correndo parzialmente alla velocità massima di 160 km/h, e unendo così la stazione di Nippori alla stazione di Narita Aeroporto in un minimo di 36 minuti, contro i 51 minuti richiesti dal precedente collegamento Skyliner utilizzante i binari della linea principale. Il treno espresso limitato Keisei Skyliner ha un costo di 2400 Yen fra l'aeroporto e Ueno. Un servizio più lento è invece l'Access Express pendolari e al costo di 1200 Yen collega la città di Tokyo con l'aeroporto in 78 minuti.
I treni espressi collegano inoltre l'aeroporto di Narita con quello di Haneda, il secondo aeroporto di Tokyo, percorrendo le linee Keisei Oshiage, Asakusa della metropolitana di Tokyo e quindi le linee Keikyū principale e Keikyū aeroporto. Il collegamento fra i due aeroporti avviene in 65 minuti, contro i 106 necessari prima dell'apertura della nuova linea. Molti treni si collegano alla stazione di Aoto per proseguire verso Haneda, ma è possibile cambiare alla stazione di Shinagaewa per rimanere sulla linea Keikyū principale fino a Yokohama, raggiungibile quindi dall'aeroporto in 101 minuti a un costo di 1630 Yen.

### Progetti futuri
Si prevede di realizzare una diramazione della linea Asakusa della metropolitana di Tokyo che raggiungerebbe la stazione di Tokyo, permettendo di raggiungere l'aeroporto in modo più rapido dal centro.

## Caratteristiche principali
- Lunghezza totale: 51,4 km
- Enti possessori dei binari ed espletatori dei servizi ferroviari:

| Stazione     | Keisei Takasago               | Komuro                        | Komuro                               | Inba-Nihon-Idai                      | Inba-Nihon-Idai                        | (Tsuchiya)                             | (Tsuchiya)                                         | Aeroporto Terminal 2                               | Aeroporto Terminal 2                               | Aeroporto Narita                                   |
| Operatore    | Ferrovie Keisei (Categoria 2) | Ferrovie Keisei (Categoria 2) | Ferrovie Keisei (Categoria 2)        | Ferrovie Keisei (Categoria 2)        | Ferrovie Keisei (Categoria 2)          | Ferrovie Keisei (Categoria 2)          | Ferrovie Keisei (Categoria 2)                      | Ferrovie Keisei (Categoria 2)                      | Ferrovie Keisei (Categoria 2)                      | Ferrovie Keisei (Categoria 2)                      |
| Operatore    | Ferrovie Hokusō (Categoria 1) | Ferrovie Hokusō (Categoria 1) | Linea Hokusō (Categoria 2)           | Linea Hokusō (Categoria 2)           |                                        |                                        | East Japan Railway Company (JR East) (Categoria 2) | East Japan Railway Company (JR East) (Categoria 2) | East Japan Railway Company (JR East) (Categoria 2) | East Japan Railway Company (JR East) (Categoria 2) |
| Proprietario | Ferrovie Hokusō (Categoria 1) | Ferrovie Hokusō (Categoria 1) | Chiba New Town Railway (Categoria 3) | Chiba New Town Railway (Categoria 3) | Narita Rapid Rail Access (Categoria 3) | Narita Rapid Rail Access (Categoria 3) | Narita Airport Rapid Railway (Categoria 3)         | Narita Airport Rapid Railway (Categoria 3)         | Narita Airport Rapid Railway (Categoria 3)         | Narita Airport Rapid Railway (Categoria 3)         |
| Binari       | Esistenti                     | Esistenti                     | Esistenti                            | Esistenti                            | Nuova sezione                          | Nuova sezione                          | Nuova sezione                                      | Nuova sezione                                      | Esistenti                                          | Esistenti                                          |

## Stazioni
I treni fermano dove è presente "●", e passano in presenza di "｜".
| Num. | Stazione             | Giapponese           | Access Express | Skyliner | Collegamenti                                          | Posizione  | Posizione |
| ---- | -------------------- | -------------------- | -------------- | -------- | ----------------------------------------------------- | ---------- | --------- |
| KS10 | Keisei Takasago      | 京成高砂             | ●              | ｜       | Linea Keisei Principale                               | Katsushika | Tokyo     |
| HS05 | Higashi-Matsudo      | 東松戸               | ●              | ｜       | Linea Musashino                                       | Matsudo    | Chiba     |
| HS08 | Shin-Kamagaya        | 新鎌ヶ谷             | ●              | ｜       | Linea Shin-Keisei Linea Tōbu Noda                     | Kamagaya   | Chiba     |
| HS12 | Chiba New Town Chūō  | 千葉ニュータウン中央 | ●              | ｜       | Linea Hokusō                                          | Inzai      | Chiba     |
| HS14 | Inba-Nihon-Idai      | 印旛日本医大         | ●              | ｜       | Linea Hokusō                                          | Inzai      | Chiba     |
| KS43 | Narita Yukawa        | 成田湯川             | ●              | ｜       |                                                       | Narita     | Chiba     |
| KS41 | Aeroporto Terminal 2 | 空港第2ビル          | ●              | ●        | Linea Narita (Airport branch) Linea Keisei Principale | Narita     | Chiba     |
| KS42 | Aeroporto Narita     | 成田空港             | ●              | ●        | Linea Narita (Airport branch)                         | Narita     | Chiba     |